# Die schwarzen Brüder
Die schwarzen Brüder ist ein Jugendbuch der deutschen Schriftstellerin Lisa Tetzner und ihres Mannes Kurt Kläber alias Kurt Held.

## Buch
Das Buch erschien in zwei Bänden 1940/1941 und erzählt die auf Tatsachen basierende Geschichte des kleinen Giorgio aus Sonogno im Verzascatal im Kanton Tessin in der Schweiz, der als Kaminfegerjunge eingesetzt worden war. Lisa Tetzner hatte in alten Chroniken von dem Schicksal solcher kleiner Jungen aus dem Verzascatal und anderen Tälern des Tessins gelesen, die wegen ihrer geringen Größe als Kaminfeger (italienisch spazzacamini) in Mailand eingesetzt wurden. Noch bis in die Mitte des 19. Jahrhunderts wurden diese Buben aus wirtschaftlicher Not zu diesem Einsatz nach Norditalien verkauft. Viele kamen bei der gefährlichen Arbeit ums Leben.
Der Jugendroman wurde von Lisa Tetzner zwar begonnen, aber von ihrem Mann Kurt Kläber zu Ende geschrieben. Weil er als politischer Flüchtling in der Schweiz nicht publizieren durfte, wurde das Buch unter dem Namen seiner Frau veröffentlicht. Es war damit das erste Jugendbuch Kurt Kläbers sowie dessen erstes Buch unter dem Pseudonym Kurt Held, das er danach für alle Veröffentlichungen beibehielt.
Der Schweizer Historiker Linus Bühler bezeichnete das sozialkritische Werk als Kind seiner Zeit, in dem die Einflüsse seiner Entstehungszeit hervorscheinen. Vor allem das negative Bild, das in dem Roman von den Italienern gezeichnet werde, falle ins Auge. Um dieses negative Bild zu unterstreichen, wurden auch historische Fakten falsch dargestellt. So werden in dem Werk die Kaminfegermeister als Italiener ausgegeben, obwohl sie eigentlich aus dem Tessin stammten.

## Inhalt

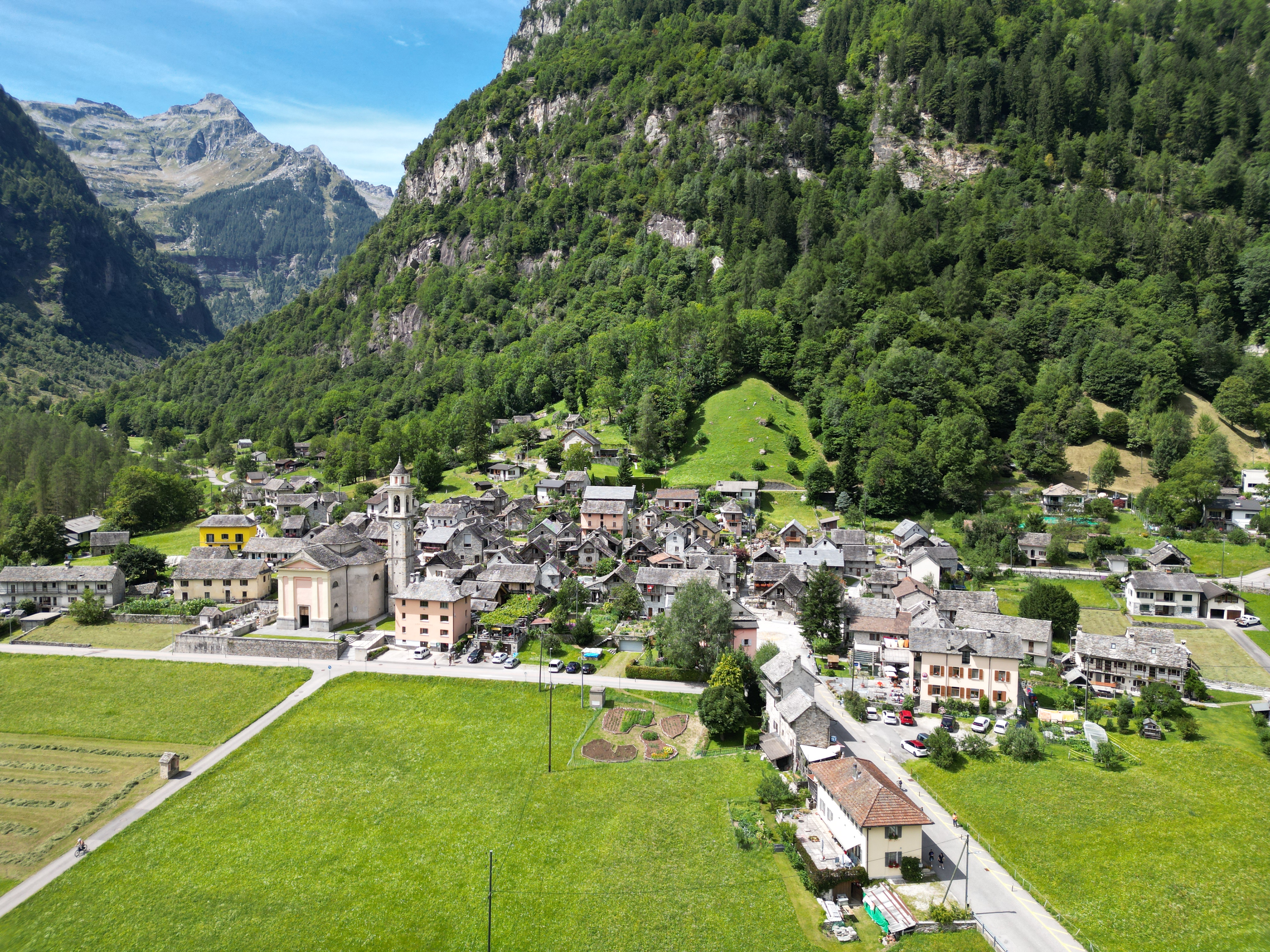
Sonogno

Giorgio wächst als Kind armer Bergbauern im kleinen Dorf Sonogno auf. Eines Tages bricht sich seine Mutter den Fuß. Weil die Familie kein Geld für den Arzt hat, wird Giorgio als Kaminfegerbub verkauft. Der „Mann mit der Narbe“, Antonio Luini, bringt ihn zusammen mit anderen nach Mailand. Während der gefahrvollen Reise freundet sich Giorgio mit Alfredo an, der aus einem Dorf aus dem Misox kommt.
In Mailand kommt Giorgio zum Kaminfegermeister Rossi, der unter dem Einfluss seiner hartherzigen Frau steht. Giorgio wird von ihrem Sohn Anselmo gedemütigt und bekommt kaum genug zu essen. Rossis kranke Tochter Angeletta steckt ihm hier und da etwas zu.
Giorgio schließt Freundschaft mit anderen Kaminfegerjungen und wird in die Gemeinschaft der „Schwarzen Brüder“ aufgenommen. Zusammen wehren sie sich gegen die Angriffe einer Schar von Mailänder Jungen, den „Wölfen“.
Giorgios Freund Alfredo stirbt in Mailand an Lungentuberkulose. Bei der Beerdigung versöhnen sich die beiden Gruppen.
Als der durch die harten Lebensbedingungen schon stark geschwächte Giorgio während des Arbeitens in einem verstopften Kamin fast erstickt, kümmert sich der zufällig anwesende Tessiner Arzt Dr. Casella um ihn. Er sorgt dafür, dass es Giorgio von nun an etwas besser geht.
Anselmo bestiehlt Giorgio und bezichtigt ihn der Lüge. Dieser wird daraufhin zu Unrecht als Lügner, Dieb und Einbrecher beschuldigt. So flieht Giorgio mit drei Freunden aus Mailand. Unterstützt werden sie dabei von ihren ehemaligen Feinden, den „Wölfen“. In Lugano finden sie Unterschlupf bei Dr. Casella. Dieser sorgt auch dafür, dass sich endlich alles zum Guten wendet. Bei einem Aufenthalt in Lugano entdeckt Giorgio Antonio Luini. Dieser wird verhaftet und zu einer langjährigen Gefängnisstrafe verurteilt. Neun Jahre später kehrt Giorgio mit seiner Frau – Alfredos Schwester Bianca – als Lehrer nach Sonogno zurück.

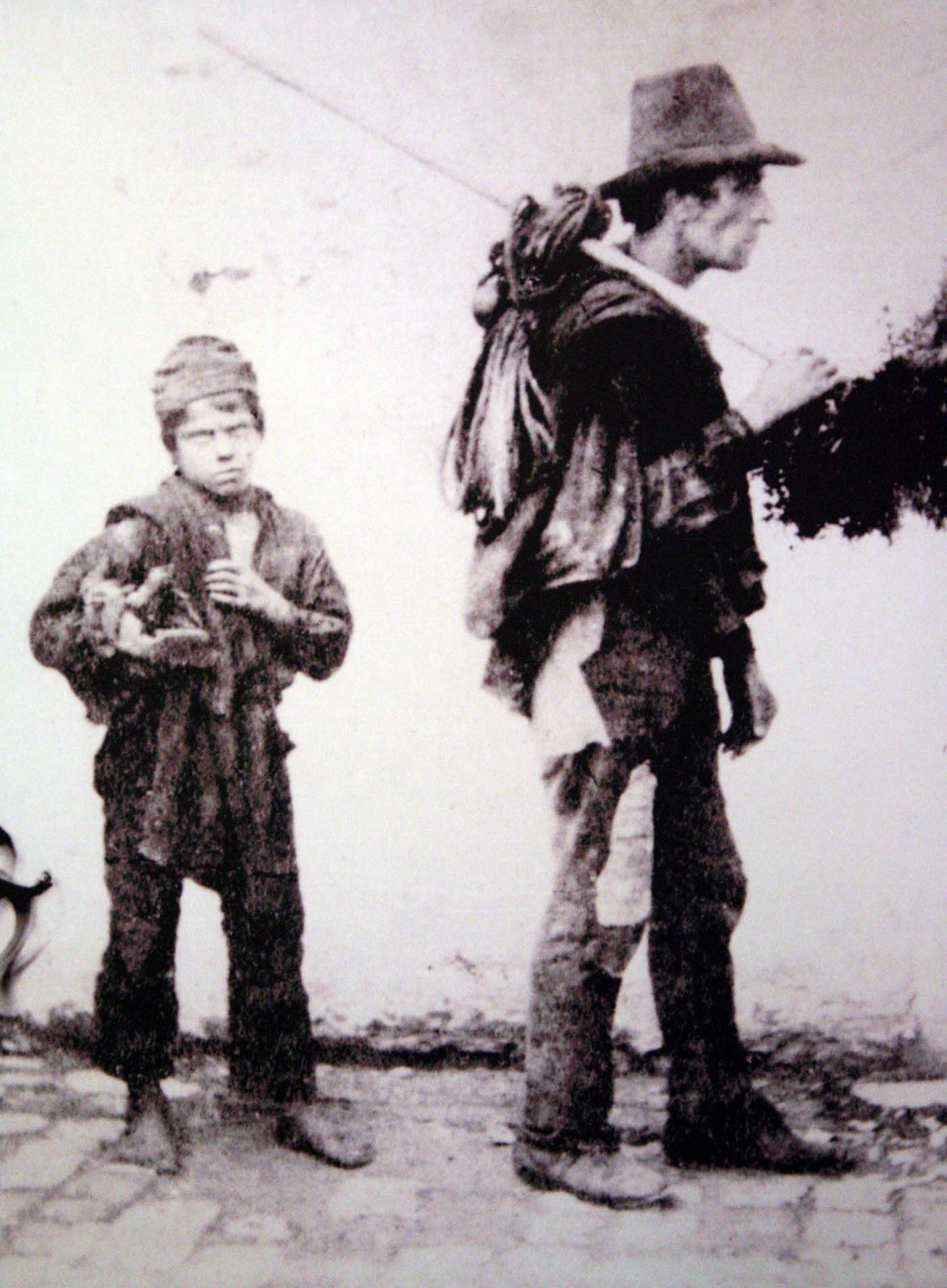
Italienischer Kaminfegermeister mit seinem Gehilfen, Ende des 19. Jahrhunderts
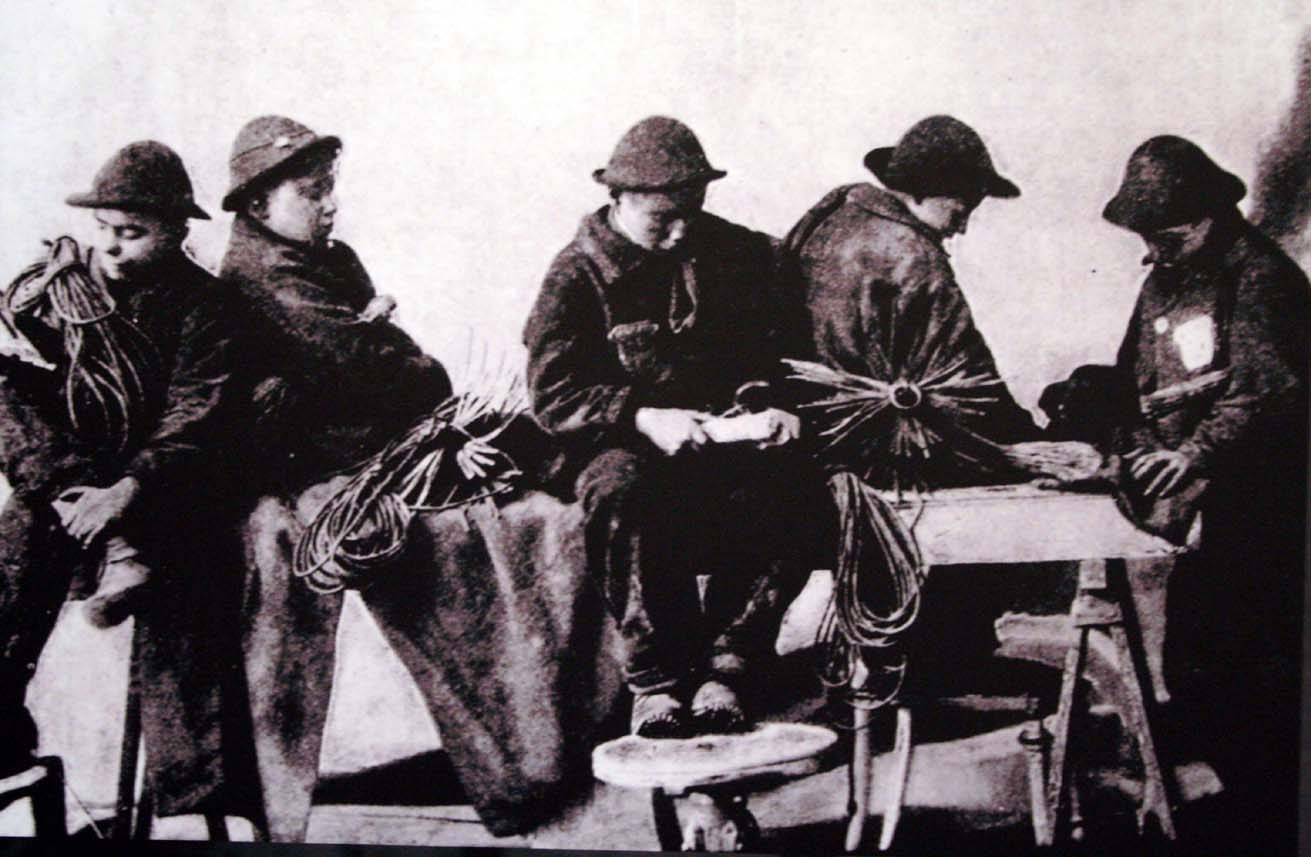
Kaminfegerbuben in Mailand
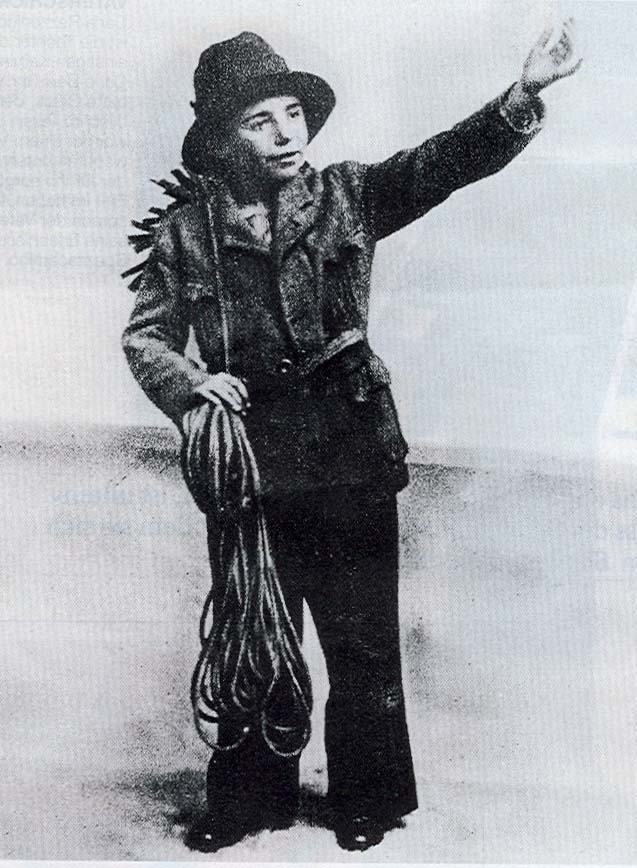
Kaminfegerbub
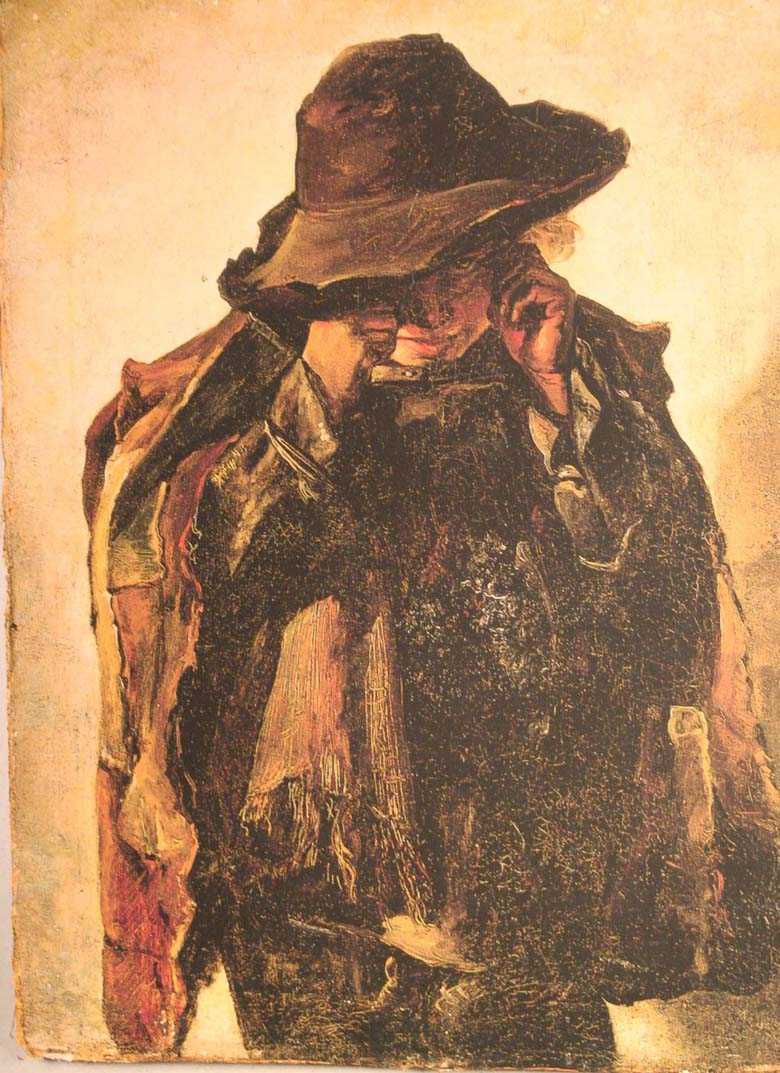
Weinender Kaminfegerbub um 1865; Gemälde von Antonio Rinaldi, (1816–1875)

## Hörspiel
Heidi Knetsch und Stefan Richwien adaptierten den Stoff für die Hörspielfassung. Christiane Ohaus führte Regie. Es handelt sich um eine Produktion von Radio Bremen, Norddeutschem Rundfunk und Bayerischem Rundfunk aus dem Jahr 2002. Die Interpreten sind Raiko Küster, Hildegard Krekel, Horst Mendroch, Andreas Pietschmann und Ulrich Pleitgen. 2004 erhielt das Hörspiel den Vierteljahrespreis der Deutschen Schallplattenkritik.
- Lisa Tetzner: Die Schwarzen Brüder, Düsseldorf: Patmos 2003, 2 CDs, 104 min, ISBN 978-3-491-24087-2

## Filme/Musical
- 1984 wurde Die schwarzen Brüder im Auftrag der ARD als sechsteilige Serie verfilmt.
- Ab Juni 2012 wurde der Spielfilm Die schwarzen Brüder unter der Regie des Schweizers Xavier Koller abgedreht. Der Film ist eine deutsch-schweizerische Gemeinschaftsproduktion von enigma Film München und Dschoint Ventschr Filmproduktion, Zürich und eine Koproduktion des Bayerischen Rundfunks, gemeinsam mit ARD Degeto, Arte, WDR und NDR und dem Tessiner Fernsehen RSI. Darsteller sind neben anderen Moritz Bleibtreu, Ruby O. Fee, Richy Müller, Waldemar Kobus und Fynn Henkel. Der Film erschien 2013 und wurde mit dem Prix Walo ausgezeichnet.[3]

- 1995 entstand in Japan eine 33-teilige Zeichentrickserie (Anime) im Rahmen des World Masterpiece Theater unter dem Titel Romeo no aoi sora (jap. ロミオの青い空, Romio no aoi sora, wörtlich: „Romeos blauer Himmel“) unter der Regie von Kōzō Kusuba. Unter dem Titel Die schwarzen Brüder wurde diese auch in Deutschland ausgestrahlt.

- Am 31. März 2007 wurde das Musical Die Schwarzen Brüder in Schaffhausen in der Schweiz uraufgeführt (Komposition Georgij Modestov, Text Mirco Vogelsang). Am 22. Juli 2010 hatte eine Openair-Version des Musicals auf der Seebühne am Walensee in Walenstadt Premiere.
- Im April 2011 wurde die Geschichte in Münsingen als Musical aufgeführt.
- Am 7. August 2014 hatte das Musical Die Schwarzen Brüder auf Schloss Bückeburg Deutschlandpremiere, Regie führte Mirco Vogelsang. Maite Kelly spielte Frau Rossi. Weitere Mitwirkende waren Thorsten Tinney, Janko Danailow, Peter Zeug und Conny Braun.

## Buchausgaben
- Die Schwarzen Brüder. Erlebnisse und Abenteuer eines kleinen Tessiners. 2 Bände, illustriert von Theo Glinz. Sauerländer, Aarau 1940/1941.
  - Neuausgabe, mit Zeichnungen von Emil Zbinden. Sauerländer, Aarau 1970, ISBN 3-7941-0402-1 und ISBN 3-7941-0403-X.
  - Neuausgabe in einem Band: Sauerländer, Mannheim 2010, ISBN 978-3-7941-8104-9.
  - überarbeitete Neuausgabe: Fischer Sauerländer, Frankfurt am Main 2024, ISBN 978-3-7335-0782-4.
- Die Schwarzen Brüder. Roman in Bildern, illustriert von Hannes Binder. Sauerländer bei Patmos, Düsseldorf 2002, ISBN 3-7941-4900-9.